# Quality Hotel The Mill

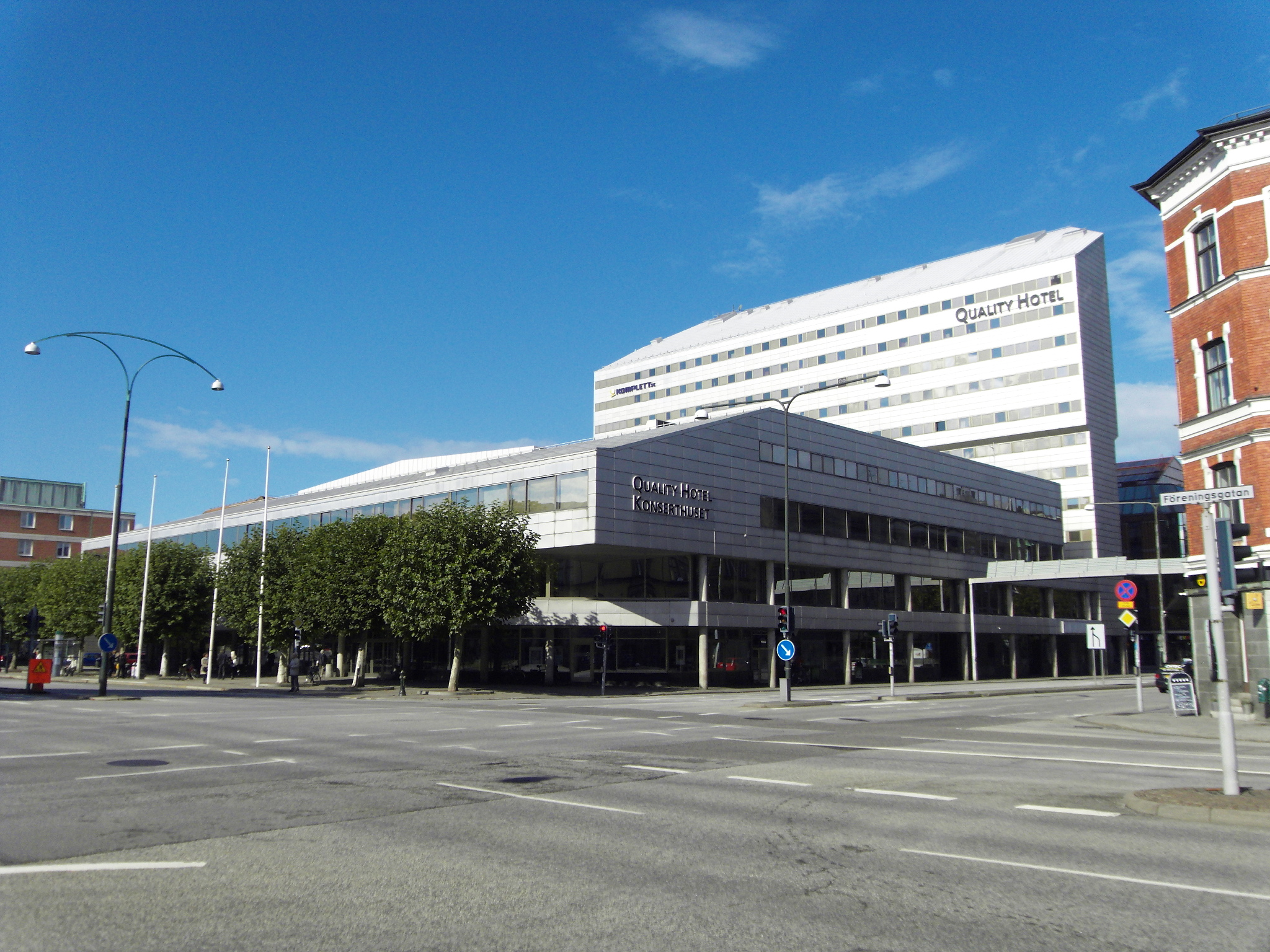
Quality Hotel Konserthuset, sett den 19 september 2013.

Quality Hotel The Mill är ett hotell beläget i Malmö.  Hotellet ligger i samma byggnad som det tidigare Quality Hotel Konserthuset, som stängdes 2016. Efter tre års renovering öppnades Quality Hotel The Mill i januari 2019. I april 2020 stängdes hotellet på grund av covid-19-pandemin. Hotellet öppnade igen i februari 2021.
Vid hotellet finns gamla Malmö konserthus, som 2018, sedan ett nytt konserthus byggts, gjorts om till kontorshus.